# Сан-Фелипи-д’Уэсти

Сан-Фелипи-д’Уэсти на карте штата.

Сан-Фелипи-д’Уэсти (порт. São Felipe d'Oeste)  —  муниципалитет в Бразилии, входит в штат Рондония. Составная часть мезорегиона Восток штата Рондония. Входит в экономико-статистический  микрорегион Вильена. Население составляет 6 018 человек на 2010 год. Занимает площадь 541,65 км². Плотность населения — 11,11 чел./км².

## Демография
Согласно сведениям, собранным в ходе переписи 2010 г. Национальным институтом географии и статистики (IBGE), население муниципалитета составляет:
| Полное население                               | Полное население                               | Полное население                               | Полное население                               | 6 018 |
| ---------------------------------------------- | ---------------------------------------------- | ---------------------------------------------- | ---------------------------------------------- | ----- |
| в том числе:                                   | Городское население                            | 1 444                                          | Процент городского населения, %                | 23,99 |
|                                                | Сельское население                             | 4 574                                          | Процент сельского населения, %                 | 76,01 |
|                                                | Мужское население                              | 3 086                                          | Процент мужского населения, %                  | 51,28 |
|                                                | Женское население                              | 2 932                                          | Процент женского населения, %                  | 48,72 |
| Плотность населения, чел/км²                   | Плотность населения, чел/км²                   | Плотность населения, чел/км²                   | Плотность населения, чел/км²                   | 11,11 |
| Население муниципалитета в % к населению штата | Население муниципалитета в % к населению штата | Население муниципалитета в % к населению штата | Население муниципалитета в % к населению штата | 0,39  |

По данным оценки 2015 года население муниципалитета составляет 6 103 жителя.

## Статистика
- Валовой внутренний продукт на 2004 составляет 33.724.000,00 реалов (данные: Бразильский институт географии и статистики).
- Валовой внутренний продукт на душу населения на 2004 составляет 4.641,00 реалов (данные: Бразильский институт географии и статистики).
- Индекс развития человеческого потенциала на 2000 составляет 0,694 (данные: Программа развития ООН).

## География
Климат местности: экваториальный. В соответствии с классификацией Кёппена, климат относится к категории Am.

## Важнейшие населенные пункты
| № | Населённый пункт   | Населённый пункт (порт.) | Категория | Население чел. (2010) | На карте                        |
| - | ------------------ | ------------------------ | --------- | --------------------- | ------------------------------- |
| 1 | Сан-Фелипи-д’Уэсти | São Felipe D'Oeste       | город     | 1444                  | 11°54′39″ ю. ш. 61°30′47″ з. д. |
| 2 | Нову-Параису       | Novo Paraíso             | поселок   | 550                   | 11°47′58″ ю. ш. 61°28′26″ з. д. |